# Discapacitat psicosocial
La discapacitat psicosocial (de l'anglès psychosocial disability) és un concepte sociològic fonamentat en el model social de la discapacitat que es defineix com l'afectació de les capacitats cognitiva, volitiva o emocional d'una persona a causa d'un trastorn mental, que, en interactuar amb diverses barreres socials, pot dificultar transitòriament o permanentment les activitats quotidianes, les relacions interpersonals i la participació plena de la persona afectada en la vida social.